# Церковнослов'янізм
Церковнослов'яні́зми, іноді слов'янізми — слова або мовні звороти, запозичені з церковнослов'янської мови. Належать до загальнішої категорії слов'янізмів — запозичень зі слов'янських мов.

## Термін
Поряд зі словом «церковнослов'янізм», існують інші терміни «старослов'янізм», «слов'янізм», які часто вживають як синоніми. Але між ними є істотні відмінності. Термін «старослов'янізм» доцільніший, коли йдеться про запозичення саме зі старого варіанта церковнослов'янської — староцерковнослов'янської мови, що побутувала до XVII ст. (згідно зі східнослов'янською традицією). Хоча чітко розмежувати два види запозичень неможливо, щодо вживання слів з біблійних текстів доречніший термін «церковнослов'янізм», а щодо давніх запозичень (благо, гріх, священик, цар, церква) — «старослов'янізм».
Термін «слов'янізм» щодо запозичень зі церковнослов'янської і старослов'янської мови теж слід визнати не зовсім коректним, оскільки він вживається ще в одному значенні — «запозичення з якоїсь слов'янської мови» або «запозичення неслов'янськими мовами з будь-якої слов'янської».

## Історія
Церковнослов'янська мова (до реформ XVII ст. — староцерковнослов'янська, старослов'янська) існує понад 12 століть. Протягом тривалого часу вона обслуговувала не тільки релігійні, але й культурні потреби, будучи літературною мовою східнослов'янських і деяких південнослов'янських народів: українців, білорусів, росіян, болгарів і сербів. Вона ніколи не існувала ізольовано від національних слов'янських мов: з одного боку, постійно справляла на них свій вплив, з іншого — сама зазнавала впливу їхнього. Будучи наднаціональною мовою, при цьому вона виступала стосовно них як вища, престижніша мовна система стосовно систем, що не мали такого високого культурного статусу. За таких умов протипоставлення «високого» й «низького» завдавалось за допомогою церковнослов'янізмів — запозичень з мови церкви й культури до національних мов православних слов'янських народів.
Запозичення з церковнослов'янської по-різному сприймають у різних слов'янських мовах. Так, болгарська мова пішла від давньоболгарської, що також послугувала основою для староцерковнослов'янської мови. Це припускає наявність у цих мовах значної кількості спільної лексики, отже, багато мовних одиниць, що виступають як церковнослов'янізми в інших мовах, не є такими у болгарській (напр. аз, град, мраз). Проте, у церковнослов'янській існує певна кількість мовних одиниць, відсутніх в інших слов'янських мовах; їх прийнято звати абсолютними церковнослов'янізмами (напр. пардалъ — «рись» або пиргъ — «вежа»). Спочатку абсолютні церковнослов'янізми були вельми нечисленними, являючи собою запозичення з неслов'янських мов (переважно з грецької) або кальки з неслов'янських складених слів (благодать, благостиня, благословіння, законовчитель). Пізніше число абсолютних церковнослов'янізмів збільшилось, бо в процесі свого історичного розвитку національні слов'янські мови втрачали багато своїх мовних одиниць, що продовжували вживатися у церковнослов'янській мові.

## Характерні особливості
Церковнослов'янізми у східнослов'янських мовах мають свої фонетичні, словотворчі й семантичні ознаки. До них належать, зокрема:

### Неповноголосся
Для південнослов'янських мов характерним є неповноголосся: вимова праслов'янських сполучень *or, *ol, *er, *el як ra, la, re, le — на відміну від східнослов'янського повноголосся (oro, olo, ere, ele). Так, церковнослов'янізмам властиві сполучення «-ра-», «-ла-», «-ре-», «-ле-» — на місці східнослов'янських «-оро-», «-оло-», «-ере-», «-еле-» (врата, злато, здравий, влас, среда відповідають українським ворота, золото, здоровий, волос, середа); початкові «ра-», «ла-» — на місці «ро-», «ло-» (разум, ладдя, работа — відповідають українським розум, лодь, робота).

### Інші фонетичні риси
1. Сполучення «жд» на місці східнослов'янського «ж» (одежда, между, вражда, вождь — відповідають укр. одежа, між, ворожнеча, вожак і д.-рус. вожь);
2. Початкове «є» на місці східнослов'янського «о»: єдиний, єдність (пор. укр. один);
3. Початкове «ю» на місці східнослов'янського «у» (юродивий, юнак).
4. Звук «щ» замість українського «ч»: священик, плащ

### Морфологічні ознаки
1. Наростки іменників «-знь», «-тель», «-ство», «-иня» (в абстрактних іменниках), «-тва», «-тай»: приязнь, учитель, братство, святиня, молитва, глашатай.
2. Наростки «-ащ», «-ущ», «-м (ий)» дієприкметникового походження: трудящий, грядущий, відомий, неопалимий.
3. Приростки «воз-» (відповідає укр. «уз-»), «пре-» (відповідає укр. «пере-»), «пред-» (відповідає укр. «перед-»), «со-» (відповідає укр. «з-/зі»): воскреснути, возвістити, премудрий, предтеча, согрішити.
4. Компоненти складних слів «благо-», «бого-», «добро-», «зло-», «град-»: благодать, богослов, добродушний, злочин.

### Сфера вживання
На старослов'янське походження слова може вказувати його церковно-релігійна семантика: святий, пророк, суєта, творець, гріх, Господь

## Кальки
Окрім власне церковнослов'янізмів, до національних слов'янських мов через посередництво церковнослов'янської (староцерковнослов'янської) потрапляла у величезній кількості грецька й єврейська лексика, переважно релігійної тематики (ангел, диякон, ієрей, літургія, митрополит, паламар, херувим), а також християнські імена грецького, єврейського й латинського походження (Андрій, Іван, Максим, Олександр, Федір, Хома тощо). Церковнослов'янські форми (що передавали візантійську вимову) деяких грецизмів у сучасній українській вже вважаються архаїчними (вівліофіка, піїт), їх змінили класичні варіанти, запозичені через латину (бібліотека, поет).
Інші церковнослов'янізми являють собою дослівні переклади-кальки з грецької мови: «православ'я» (ὀρθοδοξία), «беззаконня» (ἀνομία), «безумець» (ἄφρων), «благодаріння» (εὐχαριστία), «благословення» (εὐλόγία), «благовоління» (εὐδοκία), «єдинодушність» (σύμψυχία), «ідолослужіння» (εἰδωλολατρία), «мужоложники» (ἀρσενοκοῖται), «преображення» (μεταμόρφωσις), «пустослів'я» (κενοφωνία), «сріблолюбство» (φιλάργυρία).

## В українській мові
Порівняно з російською, українська мова не так рясніє церковнослов'янізмами, це є одною з суттєвих її особливостей. Мовознавець Л. М. Марченко пояснює це «дещо відмінними шляхами виникнення й розвитку української літературної мови, в якій старокнижні традиції успадковані меншою мірою, ніж у російській». Хоча на ранньому етапі розвитку літературної мови українські автори мусили вдаватися до церковнослов'янізмів, щоб уникнути польських запозичень, у сучасній українській сфера вживання церковнослов'янських слів істотно обмежена. У повсякденному й нейтральному мовленні їхнє місце посідають або лексика простомовного походження (поміч, одежа, огорода), або полонізми (статут, пропозиція, скасувати, готель), або пізніші новотвори (надія, прохолода). У літературній українській церковнослов'янська лексика пов'язана передусім з релігійною сферою (воскресіння, паламар, празник, святий, спас, спаситель, спасіння), вживають її й в деяких інших випадках. Так, церковнослов'янізми широко вживали в українській поезії такі автори, як Т. Г. Шевченко, П. О. Куліш, В. С. Стус: як один з виражальних засобів для створення урочистості і піднесеності. Митрополит Іларіон (Огієнко) писав у середині XX ст., перебуваючи в еміграції: «Шевченко, Куліш і ін. обома руками брали з цієї мови, і це тільки збільшувало красу їхньої мови; сучасні письменники, наприклад, Ю. Косач (пор. „День гніву“ чи „Дійство про Юрія Переможця“), хоч і намагаються віддати стару нашу мову, але зробити те не в силі, бо не знають тієї мови. Це тільки понижує цінність і культуру нашої літературної мови».
Церковнослов'янізми, уживані для стилізації, мають свої відповідники у нейтральному стилі: вселенський (всесвітній), враг (ворог), врата (ворота), глас (голос), злато (золото), мир (світ), пастир (пастух; духовний керівник), паче (краще, більше) перст (палець), пустиня (пустеля), страж (сторож, охоронець). Поодинокі церковнослов'янсько-українські етимологічні відповідники можуть розрізнюватися за значенням: храм («культова споруда») — хороми («розкішний будинок», «палати»), врем'я («час») і верем'я («погода»), прах («останки») і порох, нужда («злидні») і нужа («воші»), пре- («приставка з підсилювальним значенням») і пере- («приставка зі значенням переміщення у просторі, перетворення, зміни, короткочасності дії, надмірності, переваги, багатооб'єктності дії»).
Деякі українські слова з'явилися під впливом слів церковнослов'янських: сумнів (соумнѣніє), надія (надежда). В українській мові існує також незначна кількість слів, утворених від церковнослов'янських коренів у російській мові й надалі запозичені з неї (гласність, негласно, представляти, чреватий), а також давніх старослов'янізмів, що змінили в російській своє значення (область).

## У російській мові
У сучасній російській мові існує величезна кількість слів церковнослов'янського походження. На думку російського науковця й поета М. В. Ломоносова, церковнослов'янська мова увійшла до російської, збагативши її лексикою, словотворчими елементами і виражальними засобами. Розробивши теорію «трьох штилів», він визначив місцем церковнослов'янізмів «високий штиль», призначений для урочистої поезії, драматургії. Цьому сприяло, з одного боку, їхнє церковне, а отже піднесене з емоційного й смислового погляду забарвлення, з іншого — архаїзованість звучання, що створювала необхідний контраст між «високим» і «низьким» стилями усного й письмового мовлення. Слід зазначити, що не Ломоносов запровадив практику впроваджування церковнослов'янізмів до російської мови, він лише зазначив факт, описуючи тодішній стан російської мови. Причиною цього явища слід вважати той факт, що в православних слов'янських народів церковнослов'янську мову сприймали не як чужу, а як «високий» варіант мов національних. Відомий російський поет і перекладач В. К. Тредіаковський так висловив цю концепцію:
|  | Пусть вникнетъ онъ въ языкъ славенскій нашъ степенный, Не голосъ чтится тамъ, но сладостнейшій гласъ; Читаютъ око все, хоть говорятъ всѣ глазъ; Не лобъ тамъ, но чело; не щеки, но ланиты; Не губы и не ротъ, уста тамъ багряниты; Не нынь тамъ и не валъ, но ныне и волна; Священна книга вся сихъ нѣжностей полна... |

У сучасній російській мові існує кілька тисяч слів церковнослов'янського походження, які на відміну від церковнослов'янізмів в українській, вживають у цілком різноманітних галузях, у всіх стилях мовлення. Пересічні російські мовці вже не відрізняють ці запозичення від слів питомо російських. До них належать, зокрема, такі слова: вещь, время, воздух, восторг, глагол, награда, предложение, облако, общий, сочинить, тщетный, чрезмерный. Деякі зі запозичень витіснили питомо російські слова (див. нижчий підрозділ), інші співіснують з російськими відповідниками, але відрізняються від них за значенням або стилістично: власть («влада») і волость («волость»), вред («шкода») і веред («гнійник», «веред»), страна («країна») і сторона, влачить (напр. влачить существование — «животіти») і волочить («волокти»), вращать («обертати») і ворочать («повертати», «гортати»), гражданин («громадянин») і горожанин («городянин»), испытать («випробувати», «відчути») і выпытать («випитати», «дізнатися під тортурами»), пресечь («покласти край») і пересечь («перетнути»), праздник («свято», «празник») і порожник («пиріг без начинки» — діал.), праздный («бездіяльний», «гулящий», рідше «порожній») і порожний («порожній»), разврат («розпуста») і разворот («розворот»), страж і сторож (значення тотожні українським), хранить («зберігати») і хоронить («ховати»).

### Витіснення питомо російських слів
Деякі церковнослов'янізми настільки узвичаїлися в російській мові, що навіть витіснили відповідні питомо російські слова давньоруського походження, споріднені з багатьма сучасними українськими й білоруськими словами. Одні з них зараз сприймають як застарілі (шелом, ворог), інші — як простомовні або діалектні (одёжа, огорода, меж, сёмый). Багато з них взагалі забуті: «болого» (церк.-слов. благо; питомо російське слово залишилось тільки в назві міста Бологе), «охорона» (охрана), «печора» (пещера).
| Давньоруська мова | Українська мова         | Білоруська мова | Російська мова          | Церковнослов'янська мова |
| ----------------- | ----------------------- | --------------- | ----------------------- | ------------------------ |
| бервьно           | бервено                 | бервяно         | бревно                  | брьвно                   |
| боронити          | забороняти              | забараняць      | возбранять              | бранити                  |
| волога            | волога                  | (вільгаць)      | влага                   | влага                    |
| ворогъ            | ворог                   | вораг           | враг                    | врагъ                    |
| жеребии           | жереб                   | жэрабя          | жребий                  | жрѣбій                   |
| межу              | між, межи               | між             | между                   | между                    |
| нагорода          | нагорода                | нагарода        | награда                 | награда                  |
| надежа            | надія (діал. «надіжка») | надзея          | надежда                 | надежда                  |
| огорода           | огорода, огорожа        | агароджа        | ограда                  | ограда                   |
| одежа             | одежа                   | адзежа          | одежда (розм. «одёжа»)  | одежда                   |
| охорона           | охорона                 | (ахова)         | охрана                  | охрана                   |
| печора            | печера                  | пячора          | пещера                  | пещера                   |
| поломѧ            | полум'я                 | полымя          | пламя                   | плама                    |
| полонъ            | полон                   | палон           | плен                    | плѣнъ                    |
| помочь            | поміч                   | помач           | помощь                  | помощь (помошть)         |
| роженыи           | народжений              | народжаны       | рождённый               | рожденый                 |
| семыи             | сьомий                  | сёмы            | седьмой (діал. «сёмый») | седьмый                  |
| солодъкии         | солодкий                | салодкі         | сладкий                 | сладкїй                  |
| соромъ            | сором                   | сорам           | срам                    | срамъ                    |
| холодити          | прохолода               | прахалода       | прохлада                | хладити                  |
| хоробрыи          | хоробрий                | храбры          | храбрый                 | храбрый                  |
| черево            | черево                  | чэрава          | чрево                   | чрѣво                    |
| шеломъ            | шолом                   | шлем            | шлем                    | шлѣмъ                    |
| ѣства             | їства                   | (ежа)           | яства                   | ѧства                    |

### Граматичні форми
Сучасні російські активні дієприкметники висящий, стоящий, лежащий, могущий, пасивні дієприкметники висевший, стоявший, лежавший, могший і дієприслівники вися, стоя, лёжа (провисев, простояв, пролежав) походять від повних й коротких форм церковнослов'янських дієприкметників (висѧщій, стоѧщій, висѣвшій, лежавшій, висѧй, стоѧй). Давньоруські відповідні дієприкметники висячий, стоячий, лежачий, могучий перетворилися на прикметники — зі значенням вже не дії («той, що висить», «той, що стоїть» та ін.), а ознаки предмета («висячий» («навісни́й»), «стоячий», «лежачий», «могутній»).

### Морфологія
З церковнослов'янської до російської запозичені деякі словотворчі форми, такі як приростки «из-», «низ-», «пред-», «со-»; наростки «-тель», «-ущ-», «-ющ-», «-авш-».

### Вживання в науці
Церковнослов'янські корені й морфеми широко використовували під час створення російської наукової термінології. Так, калькуванням латинських спеціалізованих складних слів було створене багато російських термінів у різних галузях науки: «прилагательное» (adjectivus), «насекомое» (insectum), «частица» (particula), «причастие» (participium), «предмет» (objectum, можливо, через пол. przedmiot), «междометие» (interjectio), «предложение» (prepositio), «положительный» (positivus), «отрицательный» (negativus) тощо. Деякі церковнослов'янські слова набули нових значень за аналогією відповідних слів у латині: «совесть» (conscientia), «глагол» (verbum), «склонение» (declinatio).
Відомі поодинокі випадки запозичення таких кальок-новотворів і до української мови (предмет, представляти, пред'являти). У більшості ж випадків українська термінологія була створена на основі не церковнослов'янських, а питомо українських коренів (прикметник, відмінювання, вигук, комаха, додатний, від'ємний) або простим запозиченням латинських термінів (позитивний, негативний).

## Вживання церковнослов'янізмів
У літературі й публіцистиці запозичення з церковнослов'янської можуть виконувати розмаїті функції.

### Піднесення стилю
- Наслідування текстів релігійного змісту. Особливо насичені церковнослов'янізмами ті тексти, що імітують текст Біблії, їх навіть іноді зараховують до окремої групи бібліїзмів. Колись були вельми поширеними духовні оди — поезії, що являли собою наслідування псалмів, які й досі читають переважно церковнослов'янською мовою. Бібліїзми часто зустрічаються в творах Т. Г. Шевченка, пов'язаних з релігійною тематикою обо образами (напр. «Молитва»):

|  | Трудящим людям, всеблагий, На їх окраденій землі Свою ти силу ниспошли. А чистих серцем? Коло їх Постав ти ангели свої, Щоб чистоту їх соблюли. Злоначинающих спини, У пута кутії не куй, В склепи глибокі не муруй. А доброзиждущим рукам І покажи, і поможи, Святую силу ниспошли. А всім нам вкупі на землі Єдиномисліє подай І братолюбіє пошли |

- Поряд зі староукраїнізмами (город, воєвода, много) деякі церковнослов'янізми вважають архаїзмами; їх вживають в історичних творах, для створення атмосфери старовини: «Тримаючи десницю на мечі, Данило їхав» (М. П. Бажан).
- Для створення урочистого настрою, переважно в поезії: «Країно рідна! Хай тобі доші несуть свою прещедру благостиню» (М. Т. Рильський)

### Зниження стилю
Церковнослов'янізми можуть вживатися не тільки для створення урочистого, піднесеного настрою, але й навпаки, як засіб знижування тону — у гумористичних і сатиричних творах, наприклад, комедіях, пародіях, епіграмах. У цьому разі такий прийом полягає у пародіюванні «високого» стилю. В українській літературі одним з перших до старослов'янізмів у цій їх функції вдався І. П. Котляревський. Т. Г. Шевченко також вживав церковнослов'янізми, пародіюючи церковний піднесений стиль, наприклад, в епітафії-епіграмі на смерть митрополита Григорія:
|  | Умре муж велій в власяницѣ. Не плачте, сироти, вловиш, А ти, Аскогенський, восплач Воутріе на тяжкій глас… |

Інший варіант сатиричного або гумористичного використання церковнослов'янізмів — вживання їх у стилі мовлення, що не відповідає навколишній обстановці, наприклад, слова писаря у повісті Г. Ф. Квітки-Основ'яненка «Конотопська відьма»: «Не мог оного составить, бо шуйия дрижала і тому я не возмог». У п'єсі «Наталка Полтавка» І. П. Котляревського чиновник Возний зловживає церковнослов'янізмами: «Що ти тут, старосто мій, — теє-то, як його — розглагольствуєш з пришельцем?»

## Фразеологія
У слов'янських мовах існують також мовні звороти, речення з церковнослов'янських джерел, переважно бібліїзми — цитати зі Святого Письма. Іноді їх перекладають на національні мови, але здебільшого вони залишені без перекладу, відповідаючи тим самим латинським біблійним цитатам у західноєвропейських мовах. Приклади подібних фразелогізмів в українській мові за даними «Академічного тлумачного словника української мови»:
- Глас вопіющого в пустині — думки, поклики, що залишаються без відгуку, відповіді
- Метати бісер перед свиньми (або «кидати бісер свиням») — говорити що-небудь людям, які не можуть зрозуміти того, що їм кажуть
- На сон грядущий — перед сном
- Неопалима купина — вислів з книги «Вихід». У переносному значенні — щось незнищенне, непереборне
- Нічтоже сумняшеся (синонім — «анітрохи не вагаючись») — без всякого сумніву
- Паче чаяння — понад сподівання
- Притча во язиціх — предметом загальних розмов, постійних пересудів
- Хліб насущний — необхідне для прожитку, існування

## Цікаві факти
- У російській мові церковнослов'янізм «вратарь» (первісне значення — «брамник»)[15] на початку XX ст. замінив англіцизм «голкипер» («воротар»). Ймовірне, заміна відбулася під впливом нім. Torwart («брамник», «спортивний воротар»)[16]. Наразі відмічають тенденцію до зворотнього витіснення слов'янського слова англійським[17].
- Українське слово «прапор» не є питомо східнослов'янським, а запозичене до давньоруської зі староцерковнослов'янської мови (у давньоруській було поропоръ < прасл. *роrроrъ)[12][18]. Цікаво, що іноді його хибно тлумачать як полонізм, порівнюючи з пол. proporzec[19].
- Фразеологізм «притча во язиціх» академічний «Словник української мови в 11 томах» подає як «притча во язицех»[20][21]. Проте, церковнослов'янським написанням вислову з біблійної книги «Повторення закону» є саме во языцѣхъ, а букву «ѣ» згідно з українською вимовою правильно передавати не як «е», а як «і». Варіант «во язицех», певно, запозичений з церковнослов'янської через посередництво російської мови.